# Sheryl Merchiers
Sheryl Merchiers, née le 22 janvier 1997 à Gand, est une footballeuse belge évoluant au poste de défenseur au SV Zulte Waregem.

## Palmarès
- Championne de Belgique en 2018 et 2019 avec le RSC Anderlecht

## Statistiques

### Ligue des Champions
- 2018-2019 : 3 matchs, 1 but avec le RSC Anderlecht
- 2019-2020 : 5 matchs avec le RSC Anderlecht